# Гильхен, Михаил Эдуардович
Михаи́л Эдуа́рдович Ги́льхен (1 сентября 1868 — декабрь 1945 Нойштадт, Германия) — бессарабский губернатор (1912—1915), камергер.

## Биография
Из потомственных дворян Курской губернии. Сын Эдуарда Викентьевича Гильхена, генерала артиллерии и Теклы Константиновны Гильхен (урожденная Комар).
По окончании Санкт-Петербургского университета со степенью кандидата прав в 1892 году, был причислен к Министерству внутренних дел. Последовательно занимал должности: помощника столоначальника департамента общих дел (1893—1895), и. д. столоначальника того же департамента (1895—1897), делопроизводителя особого делопроизводства департамента (1897—1901) и, наконец, чиновника особых поручений министра внутренних дел (1901—1905).
10 декабря 1905 года назначен курским вице-губернатором, а 17 декабря 1907 года — курским губернатором. В 1912 году был переведен на должность губернатора в Бессарабскую губернию, в каковой оставался до 1915 года. Дослужился до чина действительного статского советника (1910), с 1906 года состоял в придворном звании камергера.
На 1 марта 1916 года состоял директором Шлиссельбургского уездного отделения Общества попечительного о тюрьмах. После Октябрьской революции в эмиграции, сначала в Польше в Варшаве, а после начала Второй мировой войны в Германии, в Берлине.

## Награды
- Высочайшая благодарность (1897)
- Орден Святого Станислава 2-й ст.
- Орден Святой Анны 2-й ст. (1906)
- Высочайшая благодарность (1908)
- Высочайшая благодарность (1911)
- Высочайшая благодарность (1911)
- Орден Святого Владимира 3-й ст. (1913)
- Высочайшая благодарность (1914)
- Орден Святого Станислава 1-й ст. (1914)